# Regulus goodfellowi
Il fiorrancino di Taiwan (Regulus goodfellowi Ogilvie-Grant, 1906) è un uccello passeriforme della famiglia dei Regulidi.

## Etimologia

Illustrazione di esemplare visto lateralmente.

Esemplare illustrato con cresta eretta.

L'epiteto specifico, goodfellowi, venne scelto in omaggio all'esploratore ed ornitologo britannico Walter Goodfellow, molto attivo in Estremo Oriente: il loro nome comune è invece un chiaro riferimento all'areale di distribuzione della specie.

## Descrizione

### Dimensioni
Misura 9 cm di lunghezza per 7 g di peso.

### Aspetto
Si tratta di uccelli dall'aspetto massiccio e paffuto, muniti di grande testa arrotondata e incassata nel torso, becco corto e sottile, zampe robuste e coda dalla punta forcuta.
Il piumaggio è di colore verde oliva su dorso, petto, fianchi ed ali (queste ultime con remiganti più scure e copritrici nere con base bianca): di color oliva sono anche le guance, mentre nuca, lati del collo e gola sono di colore grigio cenere. La faccia presenta sopracciglio di colore bianco, mentre gli occhi sono orlati di nero e poi di bianco, così come neri sono il mustacchio che va dal lato del becco alla guancia e una larga banda a forma di V che dalla fronte raggiunge le tempie, circoscrivendo il caratteristico rosso-arancio del vertice. La coda è nera.

Il dimorfismo sessuale è molto poco evidente, con le femmine dalla colorazione facciale e cefalica meno brillante ed estesa.

In ambedue i sessi gli occhi sono di colore bruno-rossiccio, il becco è nerastro e le zampe sono di color carnicino.

## Biologia
Si tratta di uccelli diurni ed estremamente vivaci ed attivi, che passano la maggior parte del tempo all'incessante ricerca di cibo fra i rami di alberi e cespugli, riunendosi in stormi anche consistenti, in mescolanza con altre specie di passeriformi.

### Alimentazione
La dieta di questi uccelli è quasi totalmente insettivora, componendosi perlopiù di piccoli invertebrati rinvenuti fra le scanalature della corteccia o catturati in volo: il fiorrancino di Taiwan si nutre tuttavia almeno in parte anche di semi di cipresso cinese e ginepro cinese.

### Riproduzione
Mancano informazioni sulle abitudini riproduttive di questa specie: tuttavia, si ha motivo di ritenere che esse non differiscano significativamente, per modalità e tempistica, da quanto osservabile fra gli altri Regulidi.

## Distribuzione e habitat
Come intuibile dal nome comune, il fiorrancino di Taiwan è endemico di Taiwan, della quale abita tutta la porzione montuosa centrale e le aree costiere del nord-est e della punta meridionale.
L'habitat di questi uccelli è rappresentato dalle aree montane fra i 2000 ed i 3600 m di quota (mostrandosi più comune nell'intervallo 2740–3050 m), colonizzando le foreste di conifere (a prevalenza di tsuga e abete di Taiwan) e di latifoglie d'altitudine.

## Tassonomia
Per lungo tempo, il fiorrancino di Taiwan è stato considerato una sottospecie del fiorrancino propriamente detto, col nome di Regulus ignicapilla goodfellowi: le analisi del DNA mitocondriale hanno invece evidenziato una certa distanza fra le due popolazioni, al punto di giustificare un'elevazione della popolazione al rango di specie a sé stante, addirittura inaspettatamente affine al regolo, dal quale il fiorrancino di Taiwan (affine al regolo anche per quanto concernente le vocalizzazioni) avrebbe cominciato a divergere circa tre milioni di anni fa.
La specie è monotipica.